# Konstantyn II (król Szkocji)
Konstantyn II (gael.: Causantín mac Áeda) (przed 879–952) – król Alby (Szkocji) w latach 900–943. Syn Aedha. Był jednym z najdłużej panujących królów Szkocji, dłużej od niego panował tylko Wilhelm I Lew.

## Walki zwikingami
Był wielkim wrogiem wikingów. Gdy Anglia została przez nich najechana i bronił się już tylko Wessex, Konstantyn  wyruszył ze swą armią przeciw wspólnemu wrogowi. Kronika biskupa Cellacha (1 kronika Szkocji) wspomina to tak:
Spotkał się na wzgórzu Blief i wezwał armię ze Scone po otrzymaniu błogosławieństwa, ruszył do walki z północnymi najeźdźcami
W 914 wysłał swą armię do Irlandii by pokonać niepokornego Ivresa.

## Anglia
Miał wielu wrogów wśród południowych sąsiadów i zdobył wiele angielskich miast, m.in. Chester, Sunderland, a także zdobył Bernicię, zaś jego syn Eochaid wkroczył tryumfalnie do Manchesteru.

## Koniec panowania
Został zmuszony do abdykacji przez swego kuzyna Malkolma I, nie próbował odzyskać tronu. Po śmierci został pochowany na wyspie Iona. Tron zdołał odzyskać jego syn Indulf w 954.